# Адамс (округ, Пенсильвания)
Адамс (англ. Adams County) — округ в штате Пенсильвания, США. Получил своё наименование в честь второго президента США Джона Адамса. Официально образован 22-го января 1800 года. По состоянию на 2010 год, численность населения составляла 101 407 человек.

## География
По данным Бюро переписи США, общая площадь округа равняется 1 351,981 км2, из которых 1 346,801 км2 суша и 5,180 км2 или 0,290 % это водоемы.

## Население
По данным переписи населения 2010 года в округе проживает 101 407 жителей в составе 33 652 домашних хозяйств и 24 767 семей. Плотность населения составляет 75,00 человек на км2. На территории округа насчитывается 35 831 жилых строений, при плотности застройки около 27-ми строений на км2. Расовый состав населения: белые — 95,39 %, афроамериканцы — 1,21 %, коренные американцы — 0,20 %, азиаты — 0,49 %, выходцы с тихоокеанских островов — 0,02 %, представители других рас — 1,71 %, потомки межрасовых браков — 0,97 %. Испаноязычные составляли 3,64 % населения независимо от расы.
В составе 33,70 % из общего числа домашних хозяйств проживают дети в возрасте до 18 лет, 61,10 % домашних хозяйств представляют собой супружеские пары проживающие вместе, 8,50 % домашних хозяйств представляют собой одиноких женщин без супруга, 26,40 % домашних хозяйств не имеют отношения к семьям, 21,30 % домашних хозяйств состоят из одного человека, 9,20 % домашних хозяйств состоят из престарелых (65 лет и старше), проживающих в одиночестве. Средний размер домашнего хозяйства составляет 2,61 человека, и средний размер семьи 3,02 человека.
Возрастной состав округа: 24,90 % моложе 18 лет, 9,20 % от 18 до 24, 28,90 % от 25 до 44, 23,00 % от 45 до 64 и 23,00 % от 65 и старше. Средний возраст жителя округа 37 лет. На каждые 100 женщин приходится 96,30 мужчин. На каждые 100 женщин старше 18 лет приходится 93,80 мужчин.